# C11H10N4
分子式C11H10N4（摩尔质量：198.22 g/mol）可以指：
- 2-氨基-3-甲基咪唑[4,5- f]喹啉，CAS号：76180-96-6
- Glu-P-1，CAS号：67730-11-4

|  | 这个同类索引页列出了具有相同分子式的化学物（即同分異構體）条目。 除非您是有意链接至本页，否则应将相应条目的内部链接指向正确的条目。 |